# Stephen Cox (wielrenner)
Stephen Clifford Cox (Whanganui, 6 januari 1956) is een voormalig wielrenner uit Nieuw-Zeeland die in 1984 deelnam aan de Olympische Zomerspelen. Hij eindigde als 37e in de wegwedstrijd. In 1982 veroverde Cox een bronzen medaille op de 100 km ploegentijdrit tijdens de Commonwealth Games in Brisbane.

## Belangrijkste resultaten
1978
- Eindklassement Tour of North

1979
- Eindklassement Dulux

1980
- Eindklassement Tour of North

1981
- Eindklassement Ronde van Waikato
- Eindklassement Ronde van Southland

1982
- 1e Graften to Inverell Classic
- Eindklassement Ronde van Southland

1983
- Eindklassement Ronde van Waikato
- 2e Ronde van Southland

1984
- Eindklassement Tour of North
- Eindklassement Ronde van Wellington

- Library of Congress Control Number: n2012058722
- Virtual International Authority File: 262252819
- WorldCat: E39PBJg8JXxJpgwDMwBJtGGGpP